# 牛久保駅通 (豊川市)
牛久保駅通（うしくぼえきどおり）は愛知県豊川市の地名及び、東海旅客鉄道（JR東海）飯田線の牛久保駅に通じる市道（牛久保駅通）を指す。こちらは町名について述べる。

## 地理
北は赤代町、中野川町、西は明野町、光輝町、南は牛久保町、塔ノ木町、東は千歳通、松久町、山道町と接している。

### 交通
- 牛久保駅通(こちらは市道を述べる。)
- 千歳通

### 施設
- ラーメン魁力屋 豊川店
- ファミリーマート 牛久保駅通店
- 牛久保駅通公園
- 東海典礼 本館
- スギ薬局 牛久保店
- ハッピーバレー 豊川店
- スバカマナ 豊川店
- JAひまわり 牛久保支店
- 久遠チョコレートドゥミ-セック 豊川店
- LeR(レアール)

### 河川
- 佐奈川

## 歴史

### 沿革
- 1960年（昭和35年） - 豊川市牛久保町の一部により、同市牛久保駅通が成立[1]。
- 1973年（昭和48年） - 一部が諏訪に編入される[1]。
- 1987年（昭和62年） - 一部が金屋橋町に編入される[1]。

#### WEB
1. ↑  “大字別住民登録人口”.   豊川市 (2023年5月12日). 2023年7月9日閲覧。
2. ↑  “市外局番の一覧” (PDF).   総務省 (2022年3月1日). 2022年3月22日閲覧。
3. ↑  “ナンバープレートについて”.   一般社団法人愛知県自動車会議所. 2024年1月21日閲覧。

#### 書籍
1. 1 2 3  「角川日本地名大辞典」編纂委員会 1989, p. 218.